# Aroldo

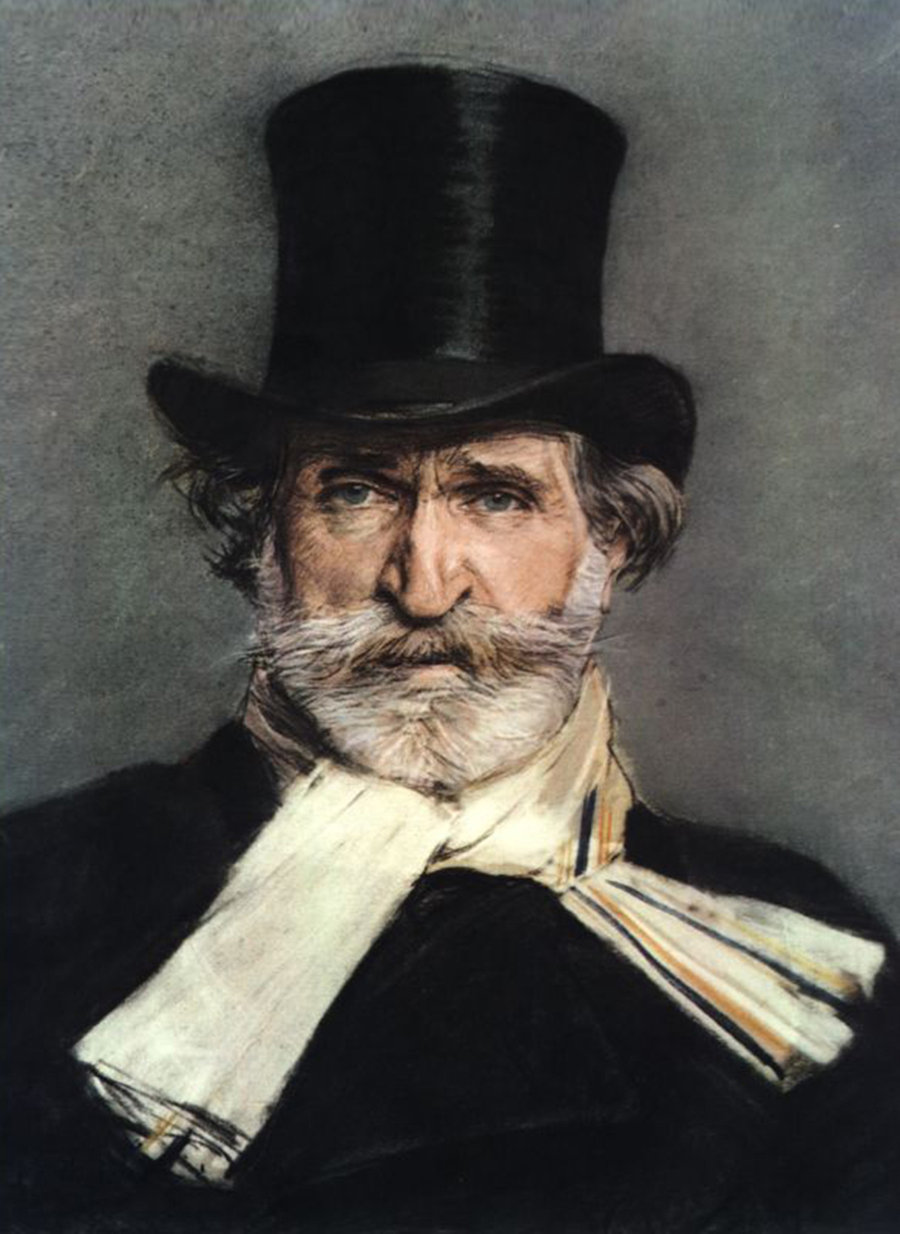
Giuseppe Verdi

Aroldo is een opera in vier bedrijven van Giuseppe Verdi op een Italiaans libretto van Francesco Maria Piave, gebaseerd op de opera Stiffelio, die zij samen eerder schreven. De première vond plaats in het Teatro Nuovo in Rimini op 16 augustus 1857. Het is een van Verdi's minder vaak uitgevoerde opera's.

## Geschiedenis
Deze opera is een herziening van Stiffelio (uit 1850), die op heftige censuur stuitte, omdat het een protestantse dominee met een overspelige echtgenote betrof met een finale waarin hij haar vergeeft met woorden die letterlijk uit het Nieuwe Testament waren overgenomen. Ook een herziene versie waarin de personages Duits waren beviel de Italianen niet. Daarom besloot Verdi in 1856 het verhaal grondig te bewerken, waarbij hij inspiratie had opgedaan uit twee romans, namelijk The Betrothed van Walter Scott en Harold van Edward Bulwer-Lytton. Ook deze herziening deed Verdi samen met zijn vriend Francesco Maria Piave, met wie hij Stiffelio geschreven had.
Er werden aanzienlijke veranderingen aangebracht in de eerste versie van Stiffelio, en er werd een vierde bedrijf aan toegevoegd. Het kostte al met al een jaar voor Aroldo gereed was om te worden opgevoerd. Verdi koos Bologna uit als locatie voor de première. Maar Ricordi, zijn vriend en uitgever achtte Rimini geschikter. Latere uitvoeringen volgden, alsnog in Bologna, en in Turijn en Napels.

## Rolverdeling
- Aroldo, een Angelsaksische ridder - tenor
- Mina, zijn echtgenote - sopraan
- Egberto, Mina's vader - bariton
- Godvino, een avonturier, gast van Egberto - tenor
- Briano, een vroom kluizenaar - bas
- Enrico, Mina's neef - tenor
- Elena, Mina's nicht - mezzosopraan
- Kruisvaarders, bedienden, de ridders en hun echtgenotes, jagers - koor

## Synopsis
Plaats van handeling: Engeland en Schotland
Tijd: Rond 1200.

## Geselecteerde opname
| Jaar | Rolverdeling (Aroldo, Mina, Egberto, Briano)                           | Dirigent, operagezelschap en orkest                           | Label                            |
| ---- | ---------------------------------------------------------------------- | ------------------------------------------------------------- | -------------------------------- |
| 2001 | Neil Shicoff, Carol Vaness, Anthony Michaels-Moore, Roberto Scandiuzzi | Fabio Luisi, koor en orkest van de Maggio Musicale Fiorentino | Audio cd: Philips Cat: 462-512-2 |

Opmerking: "Cat:" staat voor catalogusnummer van de maatschappij.